# Ruder-Europameisterschaften 2018 – Leichtgewichts-Einer (Männer)

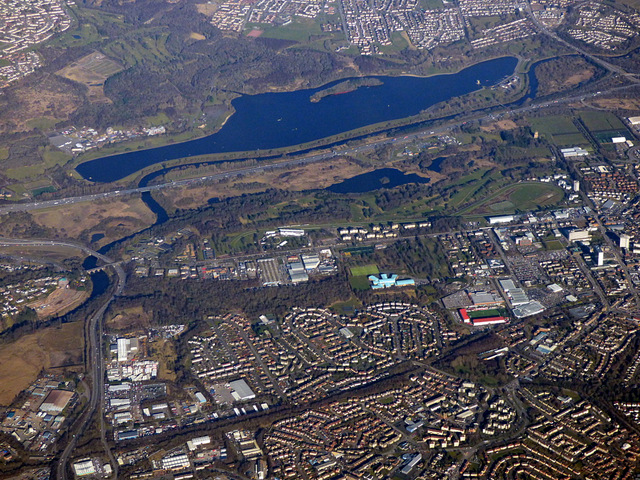
Luftbild der Regattastrecke Strathclyde Loch

Im Rahmen der Ruder-Europameisterschaften 2018 wurde zwischen den 2. und 5. August 2018 der Wettbewerb im Leichtgewichts-Einer der Männer auf der Regattastrecke Strathclyde Loch ausgetragen. Es nahmen insgesamt 14 Ruderer teil und der Wettbewerb bestand aus drei Vorläufen, einem Hoffnungslauf, zwei Halbfinalen sowie einem A-, B- und C-Finale.

## Wettbewerb

### Vorläufe
Die drei Vorläufe wurden am 2. August 2018 ausgetragen. Die drei bestplatzierten der Vorläufe qualifizierten sich für die Halbfinale, während die anderen über den Hoffnungslauf die Möglichkeit hatten, sich für die Halbfinale zu qualifizieren.

#### Vorlauf 1
| Platz | Name               | Nation         | Zeit (min) | Qualifikation |
| ----- | ------------------ | -------------- | ---------- | ------------- |
| 1     | Samuel Mottram     | Großbritannien | 7:06,96    | Halbfinale    |
| 2     | Michael Schmid     | Schweiz        | 7:12,36    | Halbfinale    |
| 3     | Spyridon Giannaros | Griechenland   | 7:14,39    | Halbfinale    |
| 4     | Thibault Colard    | Frankreich     | 7.20,35    | Hoffnungslauf |
| 5     | Kasper Hirvilampi  | Finnland       | 7:25,85    | Hoffnungslauf |

#### Vorlauf 2
| Platz | Name           | Nation      | Zeit (min) | Qualifikation |
| ----- | -------------- | ----------- | ---------- | ------------- |
| 1     | Péter Galambos | Ungarn      | 7:17,76    | Halbfinale    |
| 2     | Lars Wichert   | Deutschland | 7:23,20    | Halbfinale    |
| 3     | Ruben Somers   | Belgien     | 7:25,28    | Halbfinale    |
| 4     | Sebastian Terp | Dänemark    | 7:39,98    | Hoffnungslauf |
| 5     | Dinis Costa    | Portugal    | 7:48,86    | Hoffnungslauf |

#### Vorlauf 3
| Platz | Name            | Nation    | Zeit (min) | Qualifikation |
| ----- | --------------- | --------- | ---------- | ------------- |
| 1     | Martino Goretti | Italien   | 7:11,79    | Halbfinale    |
| 2     | Rajko Hrvat     | Slowenien | 7:13,98    | Halbfinale    |
| 3     | Luka Radonić    | Kroatien  | 7:18,43    | Halbfinale    |
| 4     | Jury Schelokow  | Russland  | 7:26,21    | Hoffnungslauf |

### Hoffnungslauf
Der Hoffnungslauf fand am 3. August statt.
| Platz | Name              | Nation     | Zeit (min) | Qualifikation |
| ----- | ----------------- | ---------- | ---------- | ------------- |
| 1     | Thibault Colard   | Frankreich | 7:10,27    | Halbfinale    |
| 2     | Jury Schelokow    | Russland   | 7:14,82    | Halbfinale    |
| 3     | Dinis Costa       | Portugal   | 7:15,22    | Halbfinale    |
| 4     | Kasper Hirvilampi | Finnland   | 7:15,37    | C-Finale      |
| 5     | Sebastian Terp    | Dänemark   | 7:24,63    | C-Finale      |

### Halbfinale
Die Halbfinalläufe fanden am 4. August statt.

#### Halbfinale 1
| Platz | Name            | Nation         | Zeit (min) | Qualifikation |
| ----- | --------------- | -------------- | ---------- | ------------- |
| 1     | Samuel Mottram  | Großbritannien | 7:08,45    | A-Finale      |
| 2     | Péter Galambos  | Ungarn         | 7:09,88    | A-Finale      |
| 3     | Luka Radonić    | Kroatien       | 7:11,44    | A-Finale      |
| 4     | Ruben Somers    | Belgien        | 7:14,68    | B-Finale      |
| 5     | Thibault Colard | Frankreich     | 7:16,31    | B-Finale      |
| 6     | Dinis Costa     | Portugal       | 7:50,08    | B-Finale      |

#### Halbfinale 2
| Platz | Name               | Nation       | Zeit (min) | Qualifikation |
| ----- | ------------------ | ------------ | ---------- | ------------- |
| 1     | Michael Schmid     | Schweiz      | 6:57,06    | A-Finale      |
| 2     | Martino Goretti    | Italien      | 7:00,26    | A-Finale      |
| 3     | Lars Wichert       | Deutschland  | 7:01,69    | A-Finale      |
| 4     | Rajko Hrvat        | Slowenien    | 7:05,79    | B-Finale      |
| 5     | Spyridon Giannaros | Griechenland | 7:12,75    | B-Finale      |
| 6     | Jury Schelokow     | Russland     | 7:15,83    | B-Finale      |

### Finalläufe
Die Finalläufe fanden am 5. August statt.

#### A-Finale
| Platz | Name            | Nation         | Zeit (min)  | Zeit (min)  | Zeit (min)  | Zeit (min) |
| Platz | Name            | Nation         | 0500 m      | 1000 m      | 1500 m      | 2000 m     |
| ----- | --------------- | -------------- | ----------- | ----------- | ----------- | ---------- |
| 1     | Michael Schmid  | Schweiz        | 1:40,03 (1) | 3:23,45 (1) | 5:08,56 (1) | 6:54,93    |
| 2     | Martino Goretti | Italien        | 1:40,50 (2) | 3:23,80 (2) | 5:09,59 (2) | 6:56,30    |
| 3     | Samuel Mottram  | Großbritannien | 1:44,29 (5) | 3:29,48 (6) | 5:14,20 (4) | 6:57,18    |
| 4     | Lars Wichert    | Deutschland    | 1:41,98 (3) | 3:27,02 (3) | 5:12,20 (3) | 7:00,21    |
| 5     | Luka Radonić    | Kroatien       | 1:44,45 (6) | 3:28,94 (5) | 5:14,77 (5) | 7:02,80    |
| 6     | Péter Galambos  | Ungarn         | 1:42,39 (4) | 3:28,45 (4) | 5:17,49 (6) | 7:03,87    |

#### B-Finale
| Platz | Name               | Nation       | Zeit (min) |
| ----- | ------------------ | ------------ | ---------- |
| 7     | Rajko Hrvat        | Slowenien    | 7:02,70    |
| 8     | Spyridon Giannaros | Griechenland | 7:05,55    |
| 9     | Ruben Somers       | Belgien      | 7:09,68    |
| 10    | Jury Schelokow     | Russland     | 7:13,21    |
| 11    | Thibault Colard    | Frankreich   | 7:13,49    |
| 12    | Dinis Costa        | Portugal     | 7:21,16    |

#### C-Finale
| Platz | Name              | Nation   | Zeit (min) |
| ----- | ----------------- | -------- | ---------- |
| 13    | Kasper Hirvilampi | Finnland | 7:19,51    |
| 14    | Sebastian Terp    | Dänemark | 7:23,59    |